# مونتاکا آئوکی
مونتاکا آئوکی (انگلیسی: Munetaka Aoki؛ زادهٔ ۱۴ مارس ۱۹۸۰) هنرپیشه اهل ژاپن است. وی از سال ۲۰۰۲ میلادی تاکنون مشغول فعالیت بوده‌است.
از فیلم‌هایی که وی در آن نقش داشته‌است، می‌توان به هاراکیری: مرگ یک سامورایی، شمشیرزن دوره‌گرد، شمشیرزن دوره‌گرد: جهنم کیوتو و شمشیرزن دوره‌گرد: افسانه پایان می‌یابد اشاره کرد.